# 가주 한씨
가주한씨(嘉州 韓氏)는 평안북도 박천군을 관향으로 하는 한국의 성씨이다. 시조는 고려의 무신인 한희유(韓希愈)이다.

## 역사
시조 한희유(韓希愈)의 시호는 장열(莊烈)으로 청주 한씨 시조 한란(韓蘭)의 9세손이라고 한다. 그는 1271년(고려 원종 12) 김방경(金方慶)과 함께 삼별초(三別抄) 토벌에 공을 세웠다. 1275년(충렬왕 1) 일본 정벌에 활약하여 상호군(上護軍), 부지밀직사사(副知密直司事)를 거쳐 1288년(충렬왕 14) 첨의찬성사(僉議贊成事)에 이르렀다. 1290년 합단(哈丹)의 침입 때 공을 세워 원제(元帝)로부터 회원대장군(懷遠大將軍)에 제수되었고, 동북면 도지휘사(都指揮使)가 되었다. 그 후 무고로 여러 번 유배되었으나 풀려나와 중대광(重大匡) 첨의중찬(僉議中贊)‧우중찬(右中贊)을 지냈다. 시호는 장렬(莊烈)이고, 원나라에서 졸하였다. 묘는 가산군(嘉山郡) 동면(東面) 연리(蓮里)에 있다. 후손들이 그를 시조로 하고 가주(嘉州)를 본관으로 하여 세계를 이어왔다.
『씨족원류(氏族源流)』에 의하면 시조 한희유는 한검(韓儉), 한적(韓𥛚), 한우(韓祐) 등 세 아들과 사위로 남양홍씨 홍수(洪綏)를 두었다.

## 본관
가주(嘉州)는 가산(嘉山)의 고명으로 고려의 신도군(信都郡)이다. 960년(광종 11)에 가주로 하였고, 995년(성종 14)에 방어사(防禦使)를 두었다. 1231년(고려 고종 18) 몽고의 침입으로 주민이 섬으로 피하였다가, 출륙(出陸)하여 태주.박주.무주.위주(泰州.博州.撫州.渭州) 등의 주(州)를 모두 본군에 속하게 하여 오성겸관(五城兼官)이 되었으나, 후에 무주.태주.위주(撫州.泰州.渭州)를 분리하고 오직 박주만을 속하게 하였는데, 1371년(공민왕 20)에 박주도 군으로 독립하였다. 1413년(태종 13)에 가산(嘉山)으로 개칭하고, 1895년에 박천군(博川郡)에 합하였다.